# Bernardo de la Marca del Norte
Bernardo (m. en 1051) fue margrave de la Marca del Norte desde 1009 hasta su muerte. Era hijo de Dietrich de Haldensleben y un rival de los condes de Walbeck, uno de los cuales, Werner, le Había sucedido en la marca tras su deposición.
En 1016-1017, Bernardo se enfrentó a Gerón, arzobispo de Magdeburgo, y en consecuencia con el emperador Enrique II sobre las ambiciones de la iglesia magdeburguesa. El emperador intervino y obligó a Bernardo a pagar a Gerón 500 libras de plata en compensación por el asalto que sus hombres habían hecho a la ciudad de Magdeburgo. Bernardo fue tratado como un igual por su señor legal, el duque de Sajonia, entonces Bernardo II, en una carta de 1028 del emperador Conrado II concerniente a los eslavos de la iglesia de Verden, que se encontraba en las provincias "a quienes nosotros [Conrado] hemos comprometido para que [los Bernardos] los gobiernen."
Se casó con una hija de Vladimiro el Grande, gran príncipe de Kiev. Le sucedió como margrave su hijo mayor Guillermo, en 1051. Su segundo hijo, Conrado, sucedió en Haldensleben. También dejó hijas, Teutberga, Oda y quizá Odelinda, esposa de Teodorico III de Holanda. Su hijo ilegítimo, que tuvo de una amante eslava, Otón, intentó suceder a su hermano, pero fue derrotado y muerto en batalla.